# Laurel, Nebraska
Laurel är en ort i Cedar County i Nebraska. Vid 2010 års folkräkning hade Laurel 964 invånare.

## Kända personer från Laurel
- Mark Calcavecchia, golfspelare
- James Coburn, skådespelare